# Tonsidiplosis rostriformis
Tonsidiplosis rostriformis är en tvåvingeart som beskrevs av Fedotova 2005. Tonsidiplosis rostriformis ingår i släktet Tonsidiplosis och familjen gallmyggor. Inga underarter finns listade i Catalogue of Life.